# Difusor

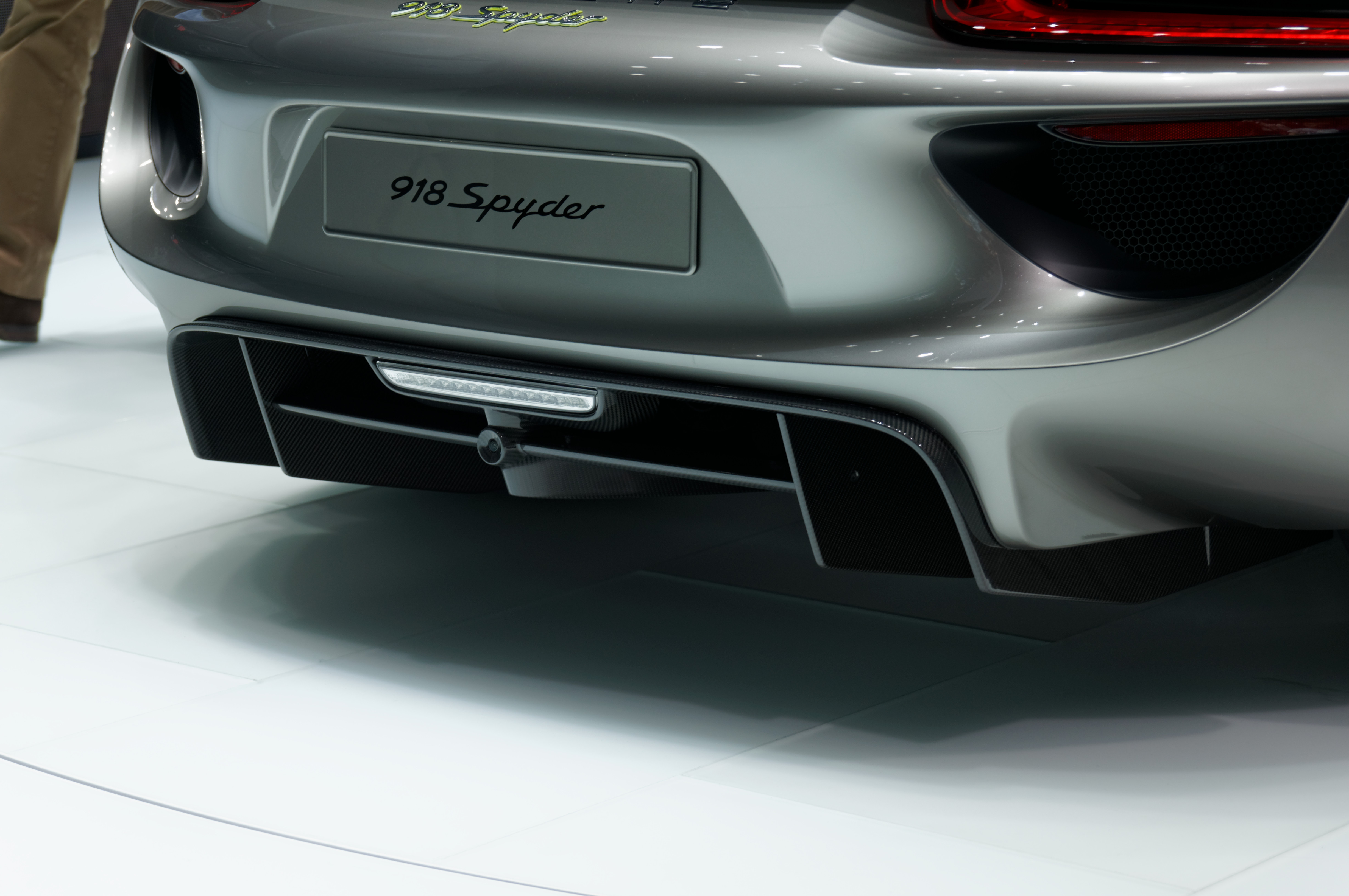
Abaixo do parachoque, um difusor aplicado em uma Porsche 918.

O difusor, no campo automobilístico é um elemento responsável pela difusão aerodinâmica que ocorre com o carro em alta velocidade. Geralmente localiza-se abaixo do carro, e tem como principal objetivo, conduzir o ar de forma a não causar grandes choques com a estrutura, proporcionando mais performance e estabilidade. O italiano Giovanni Battista Venturi foi pioneiro em seu estudo, criando o termo Efeito venturi.